# Каракалпакский государственный университет
Каракалпакский государственный университет имени Бердаха (каракалп. Berdaq atındaǵı Qaraqalpaq mámleketlik universiteti / Бердақ атындағы Қарақалпақ мәмлекетлик университети,узб. Berdaq nomidagi Qoraqalpoq davlat universiteti / Бердақ номидаги Қорақалпоқ давлат университети) — вуз в городе Нукус, Республика Каракалпакстан, Узбекистан.

## История
В сентябре 1935 года в Каракалпакстане было открыто первое высшее учебное заведение — учительский институт. В 1944 году он был преобразован в Каракалпакский государственный педагогический институт, на базе которого в сентябре 1976 года образовался Нукусский государственный университет имени Т.Шевченко (ныне — Каракалпакский государственный университет имени Бердаха).
31 августа 1976 года состоялось торжественное открытие Нукусского государственного университета, в котором приняли участие руководители Узбекистана и Каракалпакстана, гости из  других республик.
Был проведён первый набор в университет в количестве 700 человек, в том числе по новым специальностям: агрономия — 75 человек, бухгалтерский учёт — 75 человек. Первым ректором университета в Каракалпакстане стал Ч. А. Абдиров. Ставший позднее академиком Академии наук Узбекистана, он внёс существенный вклад в развитие науки в Узбекистане.
Несмотря на свою молодость, Нукусский государственный университет сразу же стал крупным центром по подготовке специалистов для народного хозяйства Нижнеамударьинского региона. Его научный потенциал оказался важным фактором в ускорении развития производительных сил в северных районах Узбекистана. Только за шесть лет со дня организации Нукусский государственный университет подготовил около 4 тысячи специалистов по 19 специальностям, или почти каждого восьмого специалиста, работавшего тогда в народном хозяйстве республики.
Сотрудники Нукусского государственного университета постоянно расширяли тематику научно-исследовательских работ по различным отраслям наук. В его лабораториях исследовались такие важные проблемы как выращивание монокристаллов и создание на их основе полупроводников, влияние облучения лазером на повышение урожайности хлопчатника и риса, биологические основы освоения пустынь, проблемы высыхания Аральского моря.
Постановлением № 274 от 25 января 1992 года Жокары Кенес Республики Каракалпакстан университету присвоено имя каракалпакского поэта Бердаха (Каракалпакский государственный университет имени Бердаха).
Нукусский филиал Ташкентского государственного аграрного университета. Нукусский филиал Ташкентского государственного аграрного университета на базе факультетов сельскохозяйственного профиля Нукусского государственного университета был создан Указом Президента Республики Узбекистан от 28 февраля 1992 года. На основании Постановления Кабинета Министров Республики Узбекистан «О приёме в высшие учебные заведения Республики Узбекистан на 2003/04 уч. год» от 14 июня 2003 года на базе аграрного факультета Каракалпакского государственного университета заново преобразован Нукусский филиал Ташкентского государственного аграрного университета.

## Факультеты и кафедры
Факультет физики
- Кафедра физики
- Кафедра физики полупроводников
- Кафедра электрической энергетики

Факультет математики
- Кафедра математического анализа
- Кафедра функционального анализа, алгебры и геометрии
- Кафедра практической математики
- Кафедра дифференциальных равенств

Факультет каракалпакской филологии
- Кафедра каракалпакской литературы
- Кафедра каракалпакского языковедения
- Кафедра журналистики

Факультет узбекской филологии
- Кафедра узбекского языка и литературы
- Кафедра узбекского языковедения
- Кафедра филологии (казахский и туркменский языки)

Факультет истории
- Кафедра Истории Узбекистана и Каракалпакстана
- Кафедра археологии
- Кафедра социальных наук
- Кафедра педагогики и психологии

Юридический факультет
- Кафедра правоведения
- Кафедра национальной идеи, основы духовности и правового образования

Факультет экономики
- Кафедра экономической теории
- Кафедра экономики
- Кафедра бухгалтерского счёта и аудита
- Кафедра финансов

Факультет биологии
- Кафедра общей биологии и физиологии
- Кафедра экологии и почвоведения
- Кафедра агроэкологии и интродукции лекарственных растений

Факультет географии и природных ресурсов
- Кафедра географии и гидрометеорологии
- Кафедра геодезии, картографии и природных ресурсов

Факультет химии-технологии
- Кафедра органической и неорганической химии
- Кафедра физической и коллоидной химии
- Кафедра химической технологии

Факультет технологии промышленности
- Кафедра технологии промышленности
- Кафедра технологии нефти и газа

Факультет строительства
- Кафедра строительства зданий и сооружений
- Кафедра строительства инженерных коммуникаций

Факультет архитектуры
- Кафедра архитектуры
- Кафедра градостроения

Факультет физической культуры
- Кафедра теории и методики физической культуры
- Кафедра межфакультетского физического воспитания и спорта

Факультет иностранных языков
- Кафедра английского языка и литературы
- Кафедра теории и практики перевода
- Кафедра немецкого языка и литературы
- Кафедра русского языка и литературы
- Межфакультетская кафедра иностранных языков

## Направления бакалавриата
Факультет физической культуры: 
- Физическая культура

Факультет экономики:  
- Экономика (по сферам и отраслям)
- Финансы
- Бухгалтерский учёт и аудит (по отраслям)
- Туризм

Факультет химии-технологии:
- Химия
- Химическая технология (по видам производства)
- Технология продуктов питания (по видам товара)

Факультет технологии промышленности:
- Технология и производство конструкций предметов легкой промышленности
- Технологические машины и оборудования (по отраслям)
- Активация залежей нефти и газа и их использование
- Технология переработки нефти и газа

Факультет географии и природных ресурсов:
- География
- Гидрометеорология
- Геодезия, картография и кадастр

Факультет каракалпакской филологии и журналистики
- Филология и обучение языкам: Каракалпакский язык
- Журналистика (по видам деятельности)

Факультет биологии:
- Биология
- Экология и охрана окружающей среды
- Профессиональное образование: Экология и охрана окружающей среды
- Профессиональное образование: Агрохимия и почвоведение
- Технология производства и переработки лекарственных растении
- Почвоведение

Факультет истории:
- История (по странам и континентам)
- Философия

Юридический факультет:
- Юриспруденция (по виду деятельности)
- Национальная идея, основы духовности и правовое образование

Факультет строительства:
- Строительство зданий и сооружений (по видам)
- Разработка строительных материалов, оборудования и конструкций
- Строительство и монтаж инженерных коммуникаций (по видам)

Факультет архитектуры:
- Архитектура (по видам)
- Городское строительство и хозяйство
- Автомобильные дороги и аэродромы

Узбекская филология:
- Филология и обучение языкам: узбекский язык
- Филология и обучение языкам: казахский язык
- Филология и обучение языкам: туркменский язык

Факультет математики:
- Математика
- Практическая математика и информатика
- Профессиональное образование: информатика и информационные технологии

Факультет физик:
- Физика
- Электроэнергетика (по отраслям и направлениям)
- Электротехника, электромеханика и электротехнология ( по отраслям)
- Энергетика (по отраслям)
- Метрология, стандартизация и менеджмент по качеству товара (по отраслям)

Факультет иностранных языков:
- Филология и обучение языкам: английский язык
- Филология и обучение языкам: немецкий язык
- Филология и обучение языкам: русский язык
- Иностранный язык и литература: английский язык
- Теория и практика перевода

## Специальности магистратуры
- Методика обучения социально-гуманитарных наук (основы духовности)
- Теория и методика физической культуры и спортивных упражнений
- Литературоведение:
- Каракалпакская литература
- Узбекская литература
- Лингвистика:
- Узбекский язык
- Каракалпакский язык
- Русский язык
- Английский язык
- История Узбекистана
- Археология
- Математика (по специальности)
- Дифференциальное уравнение и физическая математика
- Практическая математика и информационные технологии
- Биология (по направлениям)
- Ихтиология и гидробиология
- Физика конденсированных сред и материаловедению (по направлениям)
- Химия (по специальности)
- География (по объекту изучения)
- Геодезия и геоинформатика
- Журналистика (по направлению)
- Экономика (по направлению)
- Туризм
- Бухгалтерский счёт (по направлению и области)
- Государственное право и управление (по отраслям)
- Экология (по отраслям)
- Философия (по сферам)